# Kunersdorf (Bliesdorf)

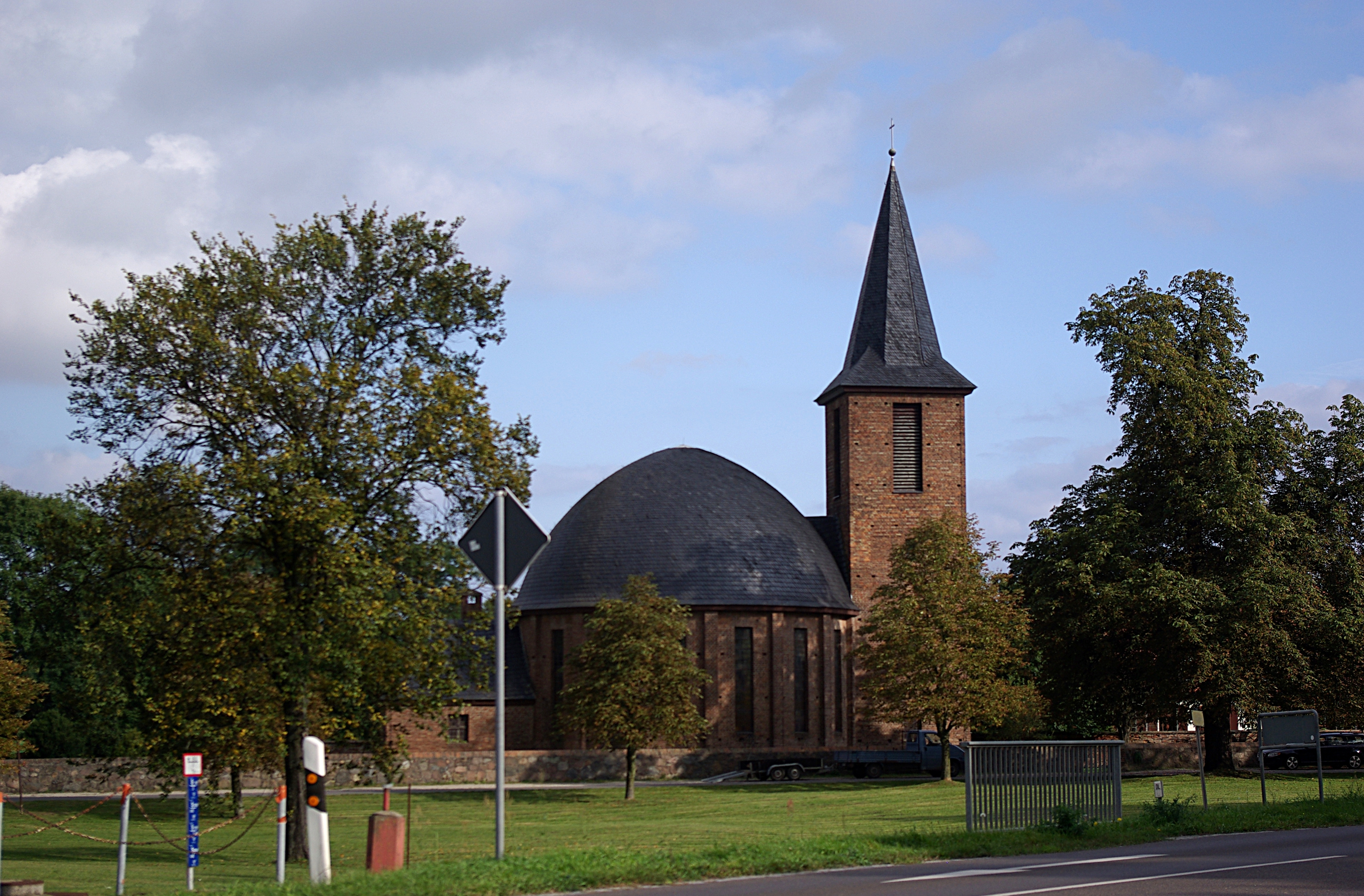
Die Kirche

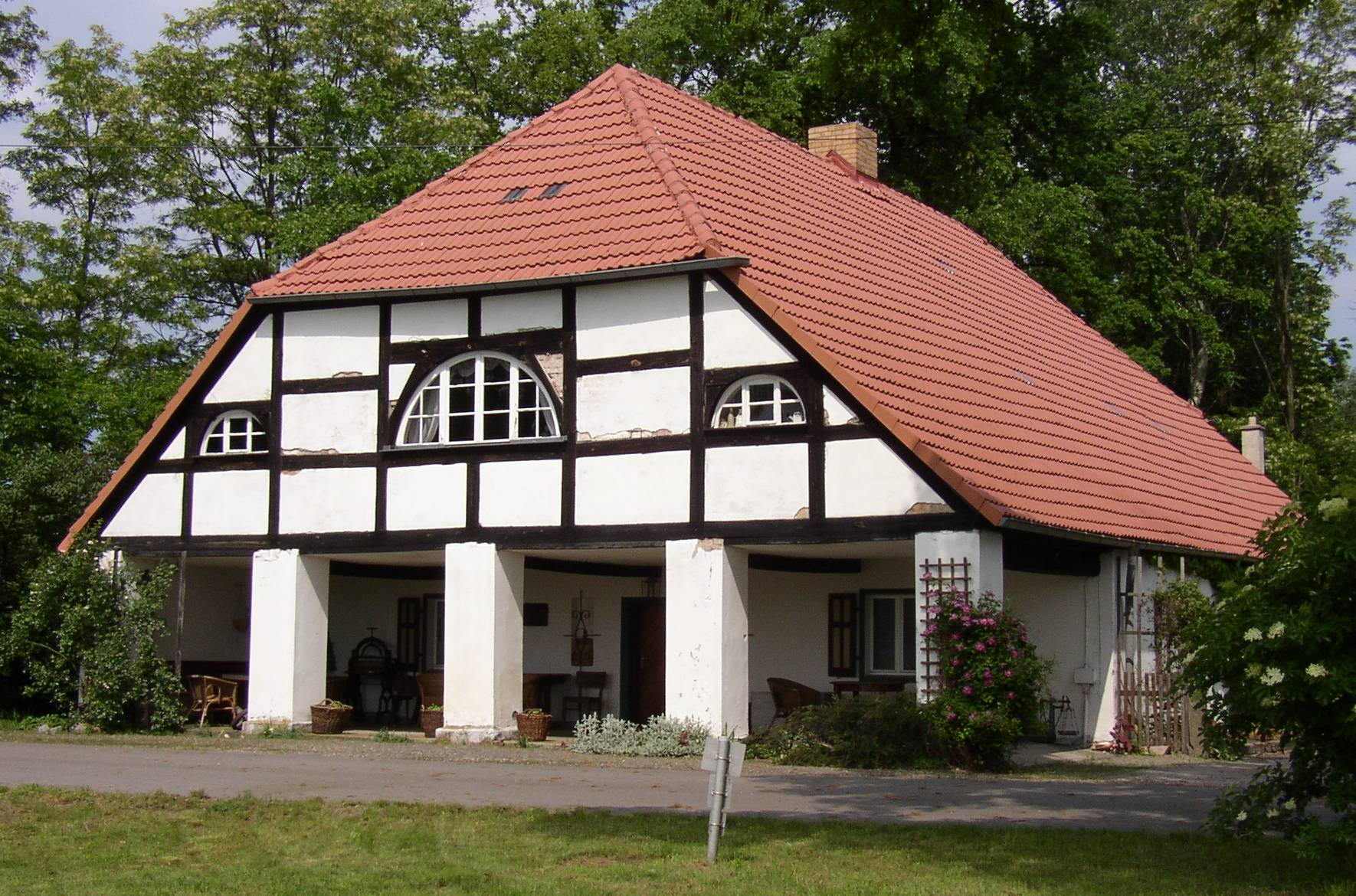
Der Dorfkrug

Kunersdorf ist ein Ortsteil der Gemeinde Bliesdorf im Landkreis Märkisch-Oderland im Land Brandenburg. Hier lebten im Jahre 2005 193 Einwohner.

## Geographie
Kunersdorf liegt vier Kilometer südlich von Wriezen und etwa einen Kilometer südlich von Bliesdorf. Der Ort liegt direkt an der B 167.
Damit Kunersdorf nicht verwechselt wird mit Kunersdorf, heute Kunowice, einem Ortsteil von Słubice, wurde das Dorf bis 1945 Cunersdorf geschrieben. Kunowice war deutlich bekannter durch die Schlacht bei Kunersdorf im Jahre 1759.

## Geschichte
Die Gemarkung um Kunersdorf war bereits in der Jungsteinzeit besiedelt. Aus dem 6. Jahrhundert v. Chr. stammen mehrere Urnengräber, die sich nördlich des Dorfes befinden. Das heutige Dorf wurde wahrscheinlich im 13. Jahrhundert als deutsche Siedlung gegründet. Die erste urkundliche Erwähnung als Kunradestorp war im Jahre 1340. Damals gehörte das Dorf Heinrich II. von Barfus. Im Mittelalter gehörte ein Gut  auf der Feldmark des Ortes zum Besitz des Zisterzienserinnen-Klosters Friedland. Im Jahre 1653 ging das Dorf in den Besitz der Familie von Götze über, 1702 kaufte die Familie von Barfuß das Dorf zurück. 1748 wurde das Gut an den Markgräflichen Hofrat Carl Philipp Mentzel verkauft. Mentzel verkaufte 1765 das Gut an Hans Sigismund von Lestwitz.
Von Lestwitz baute das Dorf aus. Der Dorfkrug wurde im Jahre 1767, die Dorfschule 1768 errichtet. Im Zeitraum von 1769 bis 1777 erfolgte der Umbau des Gutes, so wurde von 1771 bis 1773 das „Schloss“ erbaut. Es war ein dreigeschossiges Haus mit Mansardwalmdach. 1781 wurde die baufällige Kirche abgerissen und eine neue Kirche im frühklassizistischen Stil errichtet.
Bekannt wurde Kunersdorf durch Helene Charlotte von Friedland, die nach dem Tod ihres Vaters Hans Sigismund von Lestwitz im Jahre 1788 die Verwaltung des Gutes übernahm. Helene Charlotte von Friedland machte Kunersdorf mit einem Gesprächskreis zum Mittelpunkt des gesellschaftlichen Lebens in der Region. Im Jahre 1790 ließ sie das Erbbegräbnis der Familie von Lestwitz-Itzenplitz errichten. Im Sommer 1813 wohnte der Naturforscher und Dichter Adelbert von Chamisso auf dem Gut der befreundeten Familie und schrieb dort sein Werk „Peter Schlemihls wundersame Geschichte“. Heute erinnert dort das Chamisso–Museum mit vielen Exponaten an diese Zeit.
Nach dem Tod der Mutter übernahm die Tochter Henriette Charlotte von Itzenplitz die Verwaltung des Gutes. Auch Henriette Charlotte von Itzenplitz machte Kunersdorf zu einem Treffpunkt von Wissenschaftlern und Künstlern. So schufen Gottfried Schadow, Christian Rauch und Friedrich Tieck Grabmale für die Familie. Henriette war die Ehefrau des Peter Alexander von Itzenplitz. Ihr Sohn Heinrich Friedrich von Itzenplitz wurde Gutserbe und später preußischer Staatsminister, verheiratet in zweiter Ehe mit Luise Charlotte Elisabeth Freiin von Sierstorff-Driburg. Über ihre Töchter, Charlotte Clementine von Itzenplitz, die einen Wilhelm von Oppen ehelichte, sowie insbesondere durch die direkte Kunersdorfer Erbin Marianne (Marianna) Luise Marie Frederike von Itzenplitz (1853–1929) aus der dritten Ehe mit Marie von Kröcher stammend, gelang das Gut Kunersdorf in die Familie von Oppen. Ihr Mann war der Kammerherr Friedrich von Oppen (1855–1929). Auch bereits zuvor die Elterngeneration mit Louise Gabriele Marie von Itzenplitz (1839–1901), auf Kunersdorf, hatte mit dem Generalleutnant Karl von Oppen in die gleiche Adelsfamilie geheiratet.
Das weiter bestehende Rittergut umfasste um 1929 noch 821 ha und wurde für die Familie von Oppen durch einen Herrn von Reppert-Bismarck verwaltet. 
Letzte Gutsherrin bis zur Bodenreform 1946 war Marie-Valeska von Oppen (1889–1958), verheiratet mit Achim von Arnim. 
Am Ende des Zweiten Weltkrieges kam es in der Schlacht um die Seelower Höhen zu schweren Kampfhandlungen, dabei brannten am 17. April 1945 das Schloss, die Gutsgebäude, das alte Barfushaus und die Dorfkirche ab. Bei den Absetzbewegungen von Einheiten des Panzergrenadierregiments 119 und Resten der Luftwaffenausbildungsregimenter 4 und 5 mit dem 1. Offiziersbewerberbataillon am folgenden Tag gab es im konzentrierten sowjetischen Raketenfeuer nur wenige Überlebende.
Im Jahre 1946 wurde eine Bodenreform durchgeführt. Die Reste der zerstörten Gebäude wurden abgetragen und an ihrer Stelle Neubauernhäuser errichtet. 1951 wurde eine LPG Typ I gegründet, 1960 ein LPG Typ III.

## Baudenkmale
In Kunersdorf gibt es vier Baudenkmale:
- Kirche: Die Kirche wurde von 1950 bis 1955 auf dem alten Friedhof, direkt an der B167 erbaut, nachdem der Vorgängerbau im Zweiten Weltkrieg zerstört worden war. Die Kirche ist ein Rundbau mit einer Kuppel, der Turm hat einen achtseitigen Knickhelm. Im Inneren befindet sich eine Tür, die 1937 zur 700-Jahr-Feier von Berlin hergestellt wurde.

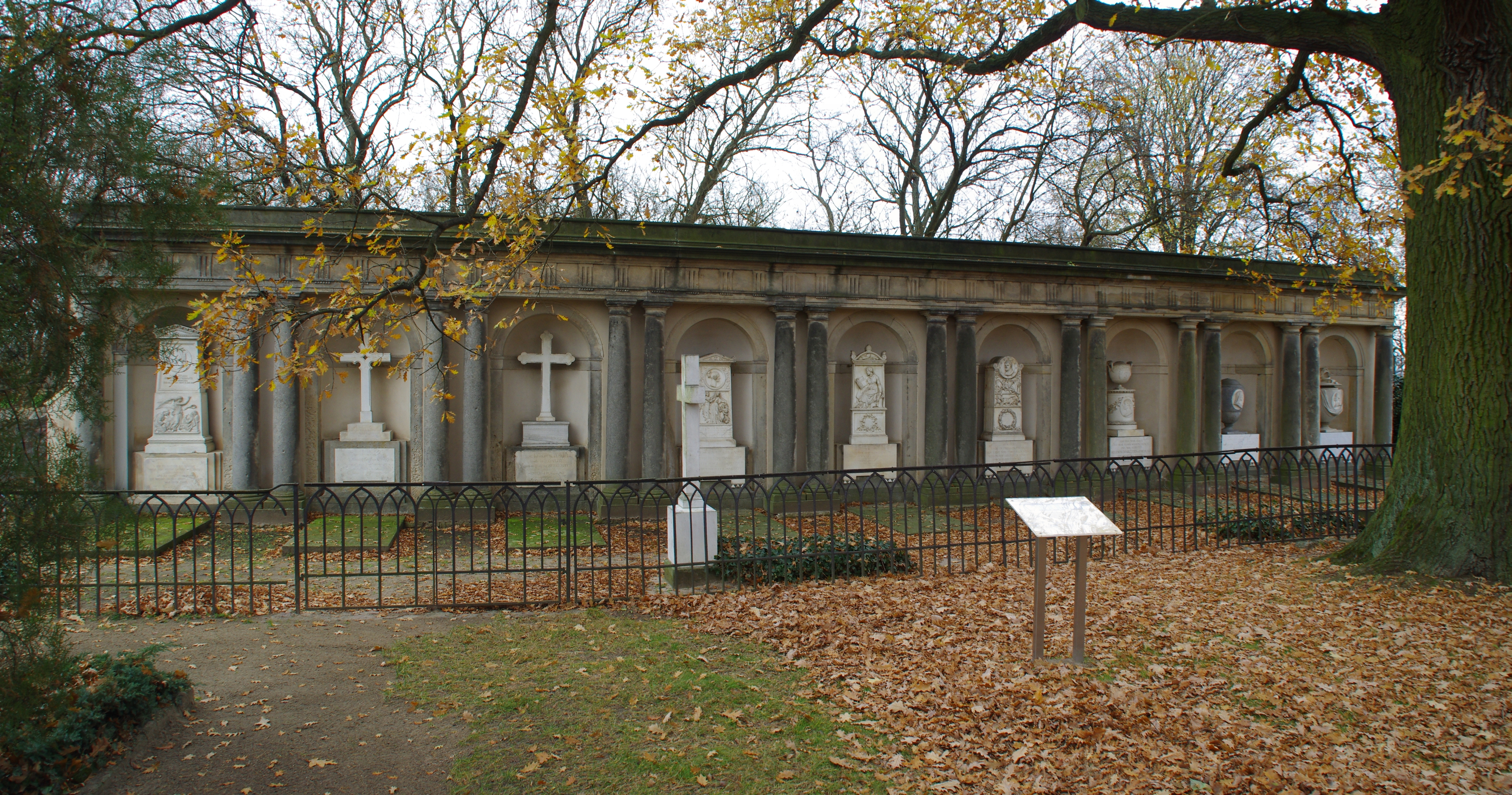
Erbbegräbnis Lestwitz-Itzenplitz

- SchlossparkErbbegräbnis Lestwitz-ItzenplitzSchlosspark: Den Schlosspark ließ Hans Sigismund von Lestwitz 1780 zu einem Landschaftspark umgestalten. In den 1820er Jahren wurde der Park erneut verändert, möglicherweise sind an der Planung Peter Joseph Lenné und dessen Schüler Gerhard Koerber beteiligt gewesen. Der Parkteich stand mit einem ganzen Netz von Teichen und Wasserläufen in Verbindung.[6] Durch Schäden im Zweiten Weltkrieg, durch ein Hochwasser im Jahre 1947, Holzfällungen und Flurbereinigungen wurde der Park stark beschädigt. Anfang der 1990er Jahr wurden Park und Teich aufwändig saniert. Zu ihrem 250. Geburtstag wurde 2004 im Park ein Denkmal für Helene Charlotte von Friedland errichtet, das von der Bildhauerin Erika Stürmer-Alex erschaffen worden war.[7]

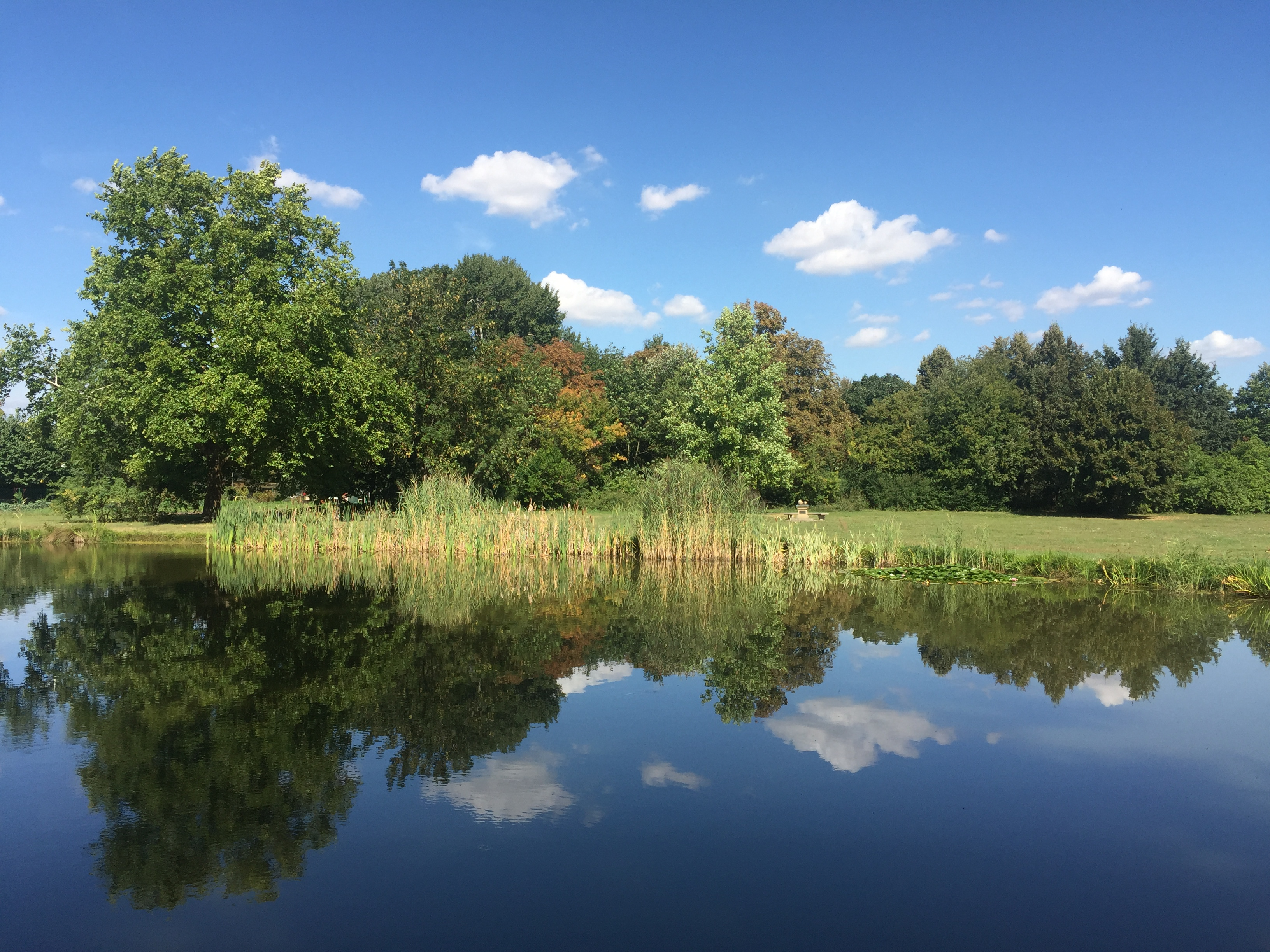
Schlosspark

- Erbbegräbnis der Familie von Lestwitz-Itzenplitz: Das Erbbegräbnis wurde von 1790 bis Mitte des 19. Jahrhunderts errichtet. Das Begräbnis ist eine Säulenkolonnade mit neun Mauernischen. In jeder Nische befindet sich ein Grabmal in Stelen- oder Urnenform. An dem Erbbegräbnis haben unter anderem Johann Gottfried Schadow, Christian Daniel Rauch, Karl Friedrich Schinkel und Hugo Hagen mitgewirkt.
- Dammkrug: Der Dorfkrug wurde 1767 von dem Gutsbesitzer von Lestwitz erbaut. Es ist ein giebelständiges Vorlaubenhaus mit Krüppelwalmdach. Im Inneren befindet sich eine schwarze Küche.

## Sonstiges
Nördlich des Ortes befindet sich ein Soldatenfriedhof für Gefallene des Zweiten Weltkrieges. Westlich des Ortes befindet sich der Bunker Kunersdorf aus der Zeit des Kalten Krieges.

## Persönlichkeiten
- Friedrich Hellwig (1782–1825), Sänger, Schauspieler und Regisseur in Dresden